# Nazionale maschile di pallacanestro della Finlandia
La nazionale maschile di pallacanestro della Finlandia (Suomen koripallomaajoukkue) rappresenta la Finlandia nelle competizioni internazionali maschili 
di pallacanestro organizzate dalla FIBA. È gestita dalla Federazione cestistica della Finlandia.
Attualmente l'allenatore è Henrik Dettmann.

## Storia
Questa rappresentativa nazionale, nonostante alcuni elementi di spicco, non ha mai avuto risultati rilevanti.

Ha collezionato 14 presenze all'Eurobasket e 2 alle Olimpiadi.

I migliori risultati della sua storia sportiva sono stati:
- il 6º posto all'EuroBasket 1967
- il 2º posto alle Qualificazioni europee per le Olimpiadi di Tokyo 1964, dove ha ottenuto l'undicesimo posto

## Piazzamenti
- Olimpiadi
- 1952 - 15°
- 1964 - 11°

- Mondiali
- 2014 - 22°
- 2023 - 21°

- Europei
- 1939 - 8°
- 1951 - 9°
- 1953 - 12°
- 1955 - 10°
- 1957 - 11°
- 1959 - 13°
- 1961 - 14°
- 1963 - 14°
- 1965 - 12°
- 1967 - 6°
- 1977 - 10°
- 1995 - 14°
- 2011 - 9°
- 2013 - 9°
- 2015 - 9°
- 2017 - 11°
- 2022 - 7°

## Formazioni

### Olimpiadi
Pallacanestro ai Giochi della XV Olimpiade3 Kyöstilä, 4 Nuutinen, 5 Lindholm, 6 Suviranta, 7 Heinänen, 8 Laaksonen, 9 Virtanen, 10 Karhunen, 11 Salonen, 12 Sylander, 13 Mutru, 14 Ristola, 15 Pöyhönen, 16 Lahtinen,        All. Matti Simola
Pallacanestro ai Giochi della XVIII Olimpiade4 Manninen, 5 K. Liimo, 6 Lampén, 7 Laanti, 8 M. Liimo, 9 Lindholm, 10 Harjula, 11 Kala, 12 Kauppinen, 13 Pilkevaara, 14 Finneman, 15 Vartia,        All. Kalevi Tuominen

### Campionati del mondo
Campionato mondiale maschile di pallacanestro 20144 Koivisto, 5 Murphy, 6 Muurinen, 7 Huff, 8 Lee, 9 Salin, 10 Kotti, 11 Koponen, 12 Nuutinen, 13 Möttölä, 14 Lehto, 15 Rannikko,        All. Henrik Dettmann
Campionato mondiale maschile di pallacanestro 20231 Little, 5 Murphy, 9 Salin, 13 Nkamhoua, 14 Kantonen, 18 Jantunen, 19 Valtonen, 20 Madsen, 21 Maxhuni, 23 Markkanen, 34 Grandison, 35 Seppälä,        All. Lassi Tuovi

### Campionati europei
Campionato europeo maschile di pallacanestro 19393 Salminen, 4 Ihalainen, 5 Törrönen, 6 Saurala, 7 Valtonen, 8 Vuollekoski, 9 Sarkkula, 10 Heinonen, 11 Lindén, 12 Marmo, 13 Suurna,        All. Alo Suurna
Campionato europeo maschile di pallacanestro 19513 Virtanen, 4 Lindholm, 5 Kyöstilä, 6 Suviranta, 7 Pietarinen, 8 Nuutinen, 9 Laaksonen, 11 Koivisto, 12 Mutru, 13 Heinänen, 14 Gustafsson, 15 Arppe, 16 Sylander, 17 Pöyhönen,        All. Eino Ojanen
Campionato europeo maschile di pallacanestro 19533 Lampén, 4 Nuutinen, 5 Lindholm, 6 Suviranta, 7 Hynninen, 8 Heinänen, 9 Laaksonen, 10 Virtanen, 11 Salonen, 12 Gustafsson, 13 Mutru, 14 Pietarinen,        All. Eino Ojanen
Campionato europeo maschile di pallacanestro 19553 Lampén, 4 Nuutinen, 5 Lindholm, 6 Suviranta, 7 Heinänen, 8 Virtanen, 9 Salonen, 10 Sylander, 11 Ravantti, 12 Kuusela, 13 Jokinen, 14 Mutru, 15 Tuominen,        All. Eino Ojanen
Campionato europeo maschile di pallacanestro 19573 Lampén, 4 Nuutinen, 5 Lindholm, 6 Suviranta, 7 Jantunen, 8 Suhonen, 9 Kala, 10 Kuusela, 11 Sylander, 12 Salonen, 13 Mutru, 14 Koivisto,        All. Kalevi Tuominen
Campionato europeo maschile di pallacanestro 19593 Köli, 4 Lampén, 5 Palkoaho, 6 Nenonen, 7 Nuutinen, 8 Lindholm, 9 Jantunen, 10 Rousti, 11 Kala, 12 Kuusela, 13 Salonen, 14 Vartia,        All. Kalevi Tuominen
Campionato europeo maschile di pallacanestro 19614 Manninen, 5 K. Liimo, 6 Lampén, 7 Laanti, 8 Nurma, 9 M. Liimo, 10 Bärlund, 11 Lindholm, 12 Ailus, 13 Jantunen, 14 Kuusela, 15 Vartia,        All. Kalevi Tuominen
Campionato europeo maschile di pallacanestro 19634 Manninen, 5 K. Liimo, 6 Lampén, 7 Laanti, 8 M. Liimo, 9 Harjula, 10 Siljola, 11 Ailus, 12 Kauppinen, 13 Pilkevaara, 14 Kuusela, 15 Vartia,        All. Kalevi Tuominen
Campionato europeo maschile di pallacanestro 19654 Manninen, 5 K. Liimo, 6 Lampén, 7 Laanti, 8 M. Liimo, 9 Lahti, 10 Paananen, 11 Pilkevaara, 12 Rönnholm, 13 Karell, 14 Finneman, 15 Immonen,        All. Kalevi Tuominen
Campionato europeo maschile di pallacanestro 19674 Vainio, 5 K. Liimo, 6 Manninen, 7 Laanti, 8 M. Liimo, 9 Lahti, 10 Rönnholm, 11 Karell, 12 Pilkevaara, 13 Ahonen, 14 Finneman, 15 Immonen,        All. Kalevi Tuominen
Campionato europeo maschile di pallacanestro 19774 Sarkalahti, 5 Kasko, 6 Sten, 7 Taponen, 8 Zitting, 9 Lignell, 10 Mäntynen, 11 Rauramo, 12 Koskinen, 13 Mahlamäki, 14 Laitinen, 15 Saaristo,        All. Robert Petersen
Campionato europeo maschile di pallacanestro 19954 Kuisma, 5 Möttölä, 6 Markkanen, 7 Pehkonen, 8 Tuomala, 9 Larkio, 10 Marttinen, 11 Tahvanainen, 12 Luhtanen, 13 Lehtonen, 14 Klinga, 15 Niiranen,        All. Henrik Dettmann
Campionato europeo maschile di pallacanestro 20114 Koivisto, 5 Nikkilä, 6 Muurinen, 7 Huff, 8 Lee, 9 Salin, 10 Kotti, 11 Koponen, 12 Mäkäläinen, 13 Möttölä, 14 Virtanen, 15 Rannikko,        All. Henrik Dettmann
Campionato europeo maschile di pallacanestro 20134 Koivisto, 5 Nikkilä, 6 Muurinen, 7 Huff, 8 Lee, 9 Salin, 10 Kotti, 11 Koponen, 12 Haanpää, 13 Möttölä, 14 Ahonen, 15 Rannikko,        All. Henrik Dettmann
Campionato europeo maschile di pallacanestro 20154 Koivisto, 7 Huff, 8 Lee, 9 Salin, 10 Kotti, 11 Koponen, 12 Nuutinen, 21 Kaunisto, 24 Cavén, 30 Ahonen, 31 Wilson, 33 Murphy,        All. Henrik Dettmann
Campionato europeo maschile di pallacanestro 20174 Koivisto, 7 Huff, 8 Lee, 9 Salin, 10 Kotti, 11 Koponen, 12 Nuutinen, 15 Rannikko, 22 Lindbom, 23 Markkanen, 31 Wilson, 33 Murphy,        All. Henrik Dettmann
Campionato europeo maschile di pallacanestro 20221 Little, 7 Huff, 9 Salin, 11 Koponen, 14 Kantonen, 18 Jantunen, 19 Valtonen, 20 Madsen, 21 Maxhuni, 23 Markkanen, 35 Seppälä, 41 Palmi,        All. Lassi Tuovi

## Nazionali giovanili
- Selezioni giovanili della nazionale maschile di pallacanestro della Finlandia